# HMS Odin (N84)
Lo HMS Odin (pennant number N84) fu un sommergibile della Royal Navy britannica, primo dell'omonima classe, entrato in servizio nel dicembre 1929.
Attivo durante le fasi iniziali della seconda guerra mondiale nelle acque dell'Oceano Indiano, l'Odin fu trasferito nel mar Mediterraneo nell'aprile 1940 per fronteggiare la possibile entrata in guerra del Regno d'Italia. Dopo la dichiarazione di guerra dell'Italia al Regno Unito il 10 giugno 1940, il sommergibile fu inviato a pattugliare le acque del Golfo di Taranto, venendo affondato nella notte tra il 13 e il 14 giugno da unità di superficie italiane (i cacciatorpediniere Strale e Baleno) con la perdita dell'intero equipaggio.
L'Odin fu il primo sommergibile britannico ad andare perduto nel Mediterraneo durante la seconda guerra mondiale.

## Storia
Impostato il 23 giugno 1927 nei cantieri di Chatham Dockyard, il battello venne varato il 5 maggio 1928 con il nome di Odin in onore dell'omonima divinità norrena, entrando poi in servizio il 21 dicembre 1929. Assegnato inizialmente alla 5th Flotilla di base a Portsmouth per prove e addestramento, nel 1930 fu trasferito in forza alla 4th Flotilla di Hong Kong, operando successivamente nelle acque del Mar Cinese Meridionale.
Allo scoppio della seconda guerra mondiale nel settembre 1939, l'Odin era a Singapore per condurre manovre ed esercitazioni con le unità dell'8th Flotilla; il 29 settembre il battello salpò quindi per condurre la sua prima missione di guerra, pattugliando le acque dello stretto della Sonda a caccia di mercantili tedeschi fino al 19 ottobre, quando rientrò a Singapore. Il 24 ottobre seguente l'Odin salpò per Colombo, da cui ripartì il 7 novembre per pattugliare le acque delle Maldive e delle Isole Chagos in coppia con il gemello HMS Otus nell'eventualità che la corazzata tascabile tedesca Admiral Graf Spee, segnalata al largo di Capo di Buona Speranza, facesse rotta per l'Oceano Indiano.
Dopo una breve sosta a Colombo per lavori di manutenzione nel gennaio 1940, in febbraio l'Odin pattugliò l'Oceano Indiano occidentale al largo delle coste del Madagascar e delle isole Seychelles, mentre in marzo fornì copertura a distanza ai convogli intenti a trasportare le truppe dell'ANZAC verso il Medio Oriente in coppia con il gemello HMS Olympus. Con le avvisaglie di un'imminente entrata in guerra del Regno d'Italia, il 5 aprile 1940 l'Odin salpò da Colombo per dirigere verso il mar Mediterraneo via Aden e canale di Suez, arrivando nella base di Malta il 26 aprile dove entrò in forza alla Mediterranean Fleet come il resto delle unità dell'8th Flotilla.
Il 4 giugno 1940 l'Odin salpò da Malta per assumere una posizione difensiva al largo dell'isola; il 10 giugno, quando l'Italia dichiarò guerra al Regno Unito, il battello si trovava a incrociare a sud-est di Malta ma ricevette l'ordine di dirigere a nord e andare a pattugliare le acque del Golfo di Taranto, non lontano dalla grande base navale italiana di Taranto. L'ultima comunicazione radio dell'Odin fu ricevuta alle 00:35 dell'11 giugno, quando l'unità era ormai in vista di Taranto; dopo di che, l'unità scomparve senza lasciare alcun superstite dell'equipaggio. 
La mattina del 12 giugno una formazione di tre incrociatori e quattro cacciatorpediniere italiani uscì da Taranto per condurre un pattugliamento a sud della Calabria; durante il transito nel Golfo di Taranto sia all'andata che al ritorno quel pomeriggio, la formazione riferì per cinque volte l'avvistamento di un presunto sommergibile nemico e pertanto, la sera del 13 giugno, una vasta concentrazione di cacciatorpediniere italiani uscì da Taranto per condurre operazioni di ricerca nelle acque del golfo. Alle 23:21 del 13 giugno, a circa 40 miglia da Taranto, il cacciatorpediniere Strale individuò l'Odin mentre navigava in emersione: il cacciatorpediniere sparò contro il bersaglio quattro colpi di cannone da 120 mm e un siluro, ma il sommergibile si immerse lanciando anche un siluro contro la nave italiana senza riuscire a colpirla; lo Strale passò quindi sopra la posizione supposta del sommergibile e lanciò alcune bombe di profondità, ritenendo di aver affondato l'unità nemica.
Intorno alle 01:57 del 14 giugno fu invece il cacciatorpediniere Baleno a individuare e attaccare un sommergibile nemico individuato in emersione nel Golfo di Taranto: molto probabilmente si trattava dell'Odin, forse rimasto danneggiato nel precedente scontro con lo Strale. Il battello britannico si immerse evitando una manovra di speronamento da parte del Baleno, ma il cacciatorpediniere lanciò una salva di bombe di profondità e ritenne di aver colpito e affondato il sommergibile nemico. I resoconti ufficiali italiani attribuirono quindi l'affondamento dell'Odin all'azione dello Strale o del Baleno.